# Julius Ernst Födisch
Julius Ernst Födisch (20. října 1840 Petrohrad – 13. února 1877 Litoměřice) byl česko-německý historik, pedagog a novinář.

## Život
Podle matričního zápisu pocházel Födisch  z rodiny se zahradnickou tradicí. Jeho děd Leopold byl zahradníkem na černínském zámku v Krásném Dvoře a bydlel v zahradním domku čp. 48. Födischův otec Anton se staral o zahradu v dalším černínském zámku, v Petrohradě. Bydlel přímo na zámku, kde se také Julius Ernst  narodil. Zahradníkem u Černínů byl ostatně také otec Juliovy matky.
Födisch studoval v letech 1851–1859 na gymnáziu v Žatci. Pak odešel do Vídně, kde na tamní univerzitě studoval filologii a historii. Protože neměl finanční prostředky na doktorandské studium, vrátil se do Petrohradu a v letech 1862–1868 působil jako knihovník u hraběte Černína. Během této doby uspořádal jeho bohaté etnografické a umělecké sbírky; rovněž hraběte doprovázel na jeho cestách. Roku 1865 získal na vídeňské univerzitě doktorát.
V roce 1868 černínské služby opustil a stal se suplujícím profesorem na německé reálce v Praze v Mikulandské ulici. Zde zůstal do roku 1870. Toho roku byl jmenovaný profesorem na učitelském ústavu v Litoměřicích. Zde vyučoval až do své smrti v roce 1877. Kromě toho byl v letech 1872–1873 redaktorem novin Leitmeritzer Zeitung. Bydlel se svou rodinou v dnešní Lidické ulici čp. 73.
Znalosti, které získal studiem a studijními cestami nejen po Čechách, zužitkoval v řadě publikací a studií. Vztahovaly se zejména k dějinám Litoměřicka a dějinám Němců v Čechách. Hojně přispíval do časopisu Spolku pro dějiny Němců v Čechách, který se jmenoval Mitteilungen des Vereines für die Geschichte der Deutschen in Böhmen. 
Jeho manželka Anna se za svobodna jmenovala Zoufalová a narodila se v Chudenicích. Podle matričního zápisu Födischova úmrtí se brali v roce 1869. Měli děti Ernestinu (* 1870), Ernsta (* 1872) a Ewalda (* 1873), který studoval na litoměřickém gymnáziu, ale v roce 1888 zemřel na leukemii. Sám Födisch zemřel na Brightovu nemoc.